# Currier and Ives
Pour les articles homonymes, voir Currier.
Currier and Ives est un atelier d'impression par la gravure américain fondé par Nathaniel Currier (1813–1888) et James Merritt Ives (1824–1895) établi à New York. Cette société produisit plus d'un million de gravures entre 1835 et 1907, dont les premières affiches lithographiées américaines en couleurs.

## Travaux de Currier

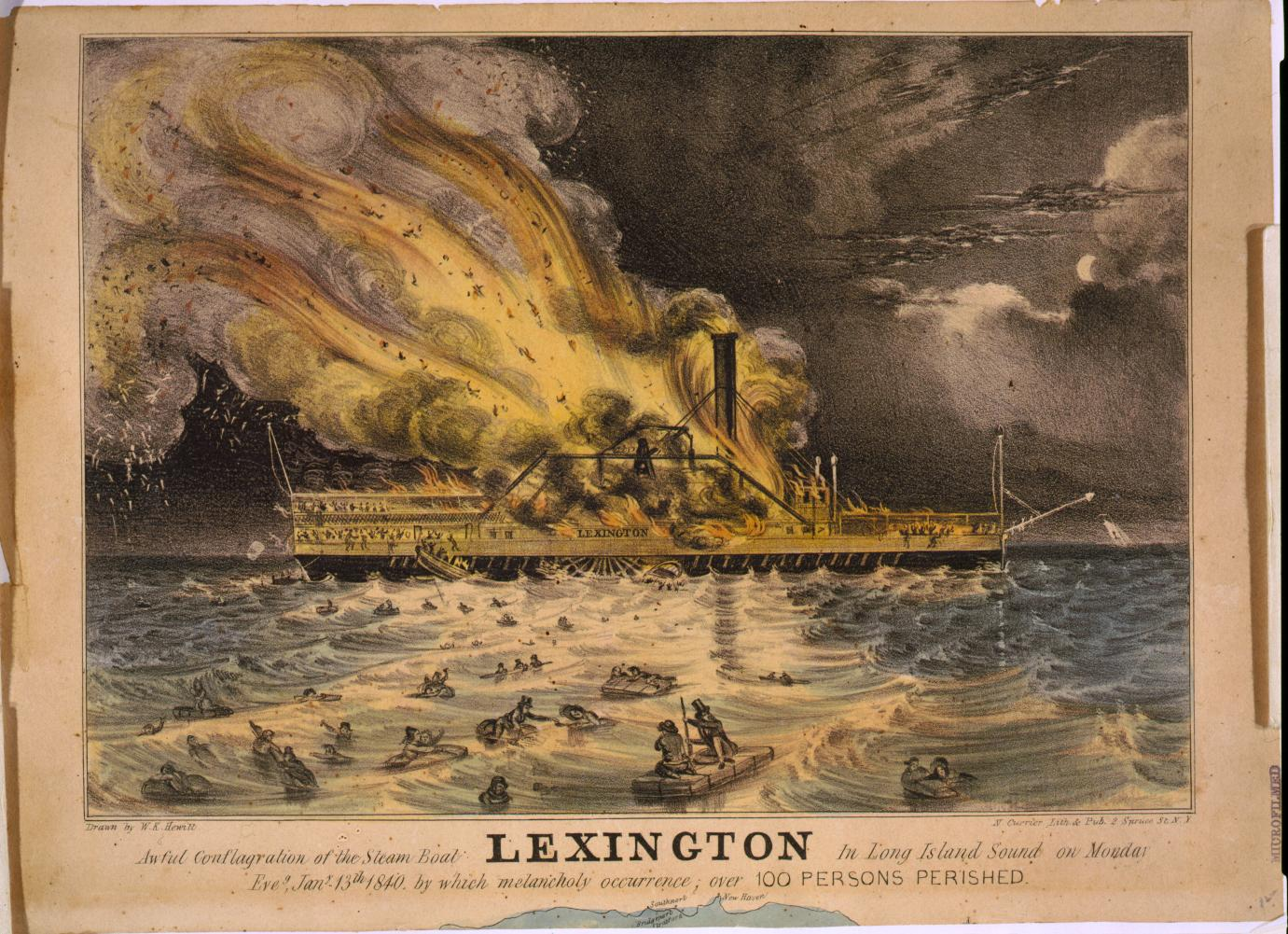
Awful Conflagration of the Steam Boat Lexington (lithographie bicolore, 1840).

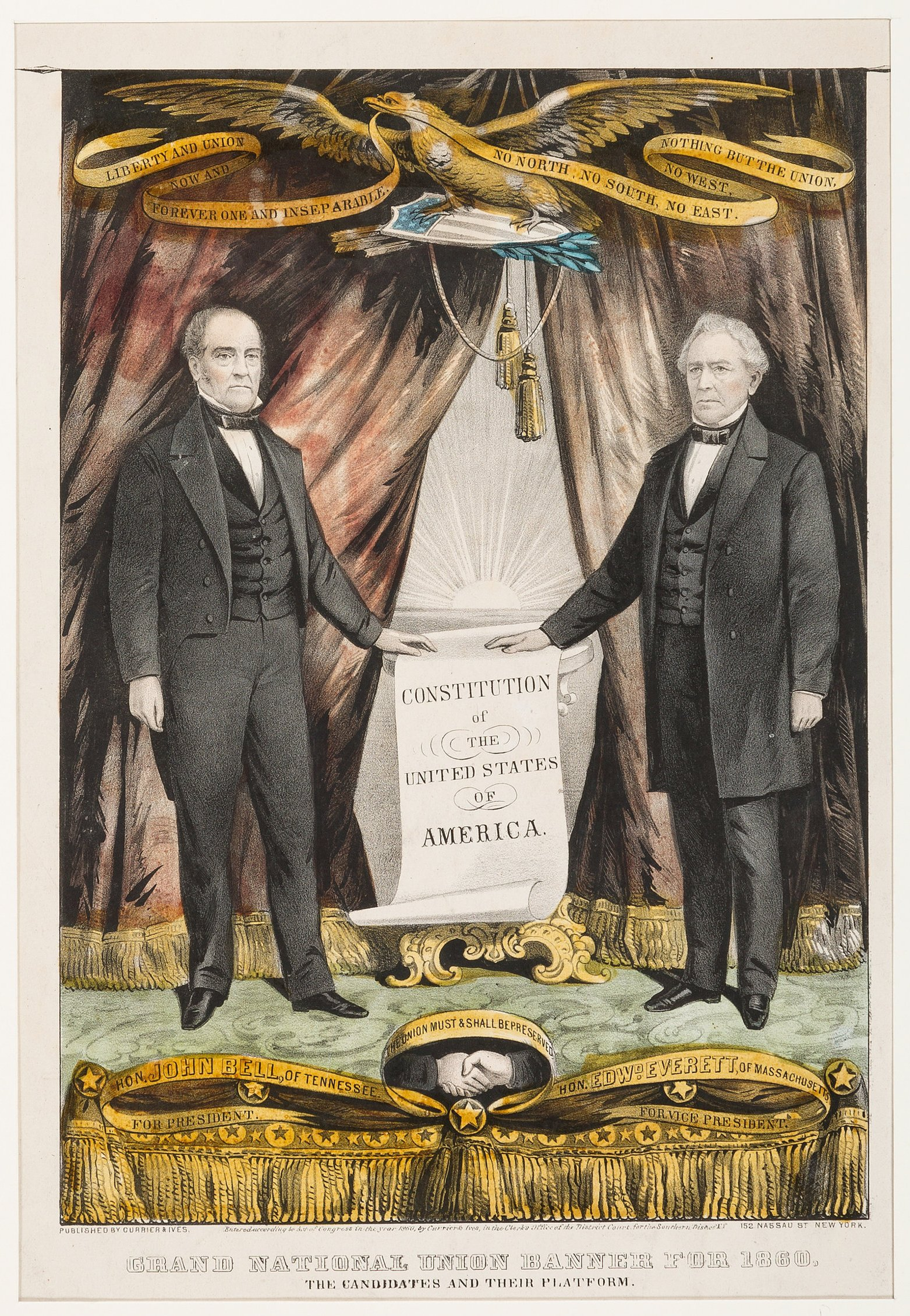
Affiche lithographiée en couleurs pour la campagne de Bell Everett (New York, 1860).

Currier travaille tout d'abord comme graveur pour la société « Stodart & Currier » qui devient ensuite « N. Currier » de 1835 à 1856. Les journaux n'avaient pas à l'époque la possibilité d'imprimer directement des  photographies; cependant le public était friand d'images concernant l'actualité. En 1835, Currier réalisa la gravure Ruins of the Planter's Hotel, New Orleans, which fell at two O’clock on the Morning of the 15th of May 1835, burying 50 persons, 40 of whom Escaped with their Lives (Ruines du Planter's Hotel de La Nouvelle-Orléans qui s'effondra à deux heures le matin du 15 mai 1835, ensevelissant 50 personnes dont 40 survécurent), qui eut un succès assez modeste.
En 1840, il réalisa Awful Conflagration of the Steam Boat Lexington. In Long Island Sound on Monday Eveg, Jany 13th, 1840, by which melancholy occurrence over 100 persons perished, qui remporta un énorme succès. Currier obtint aussitôt l'insertion d'une gravure par semaine dans le Sun de New York.

## Association avec Ives

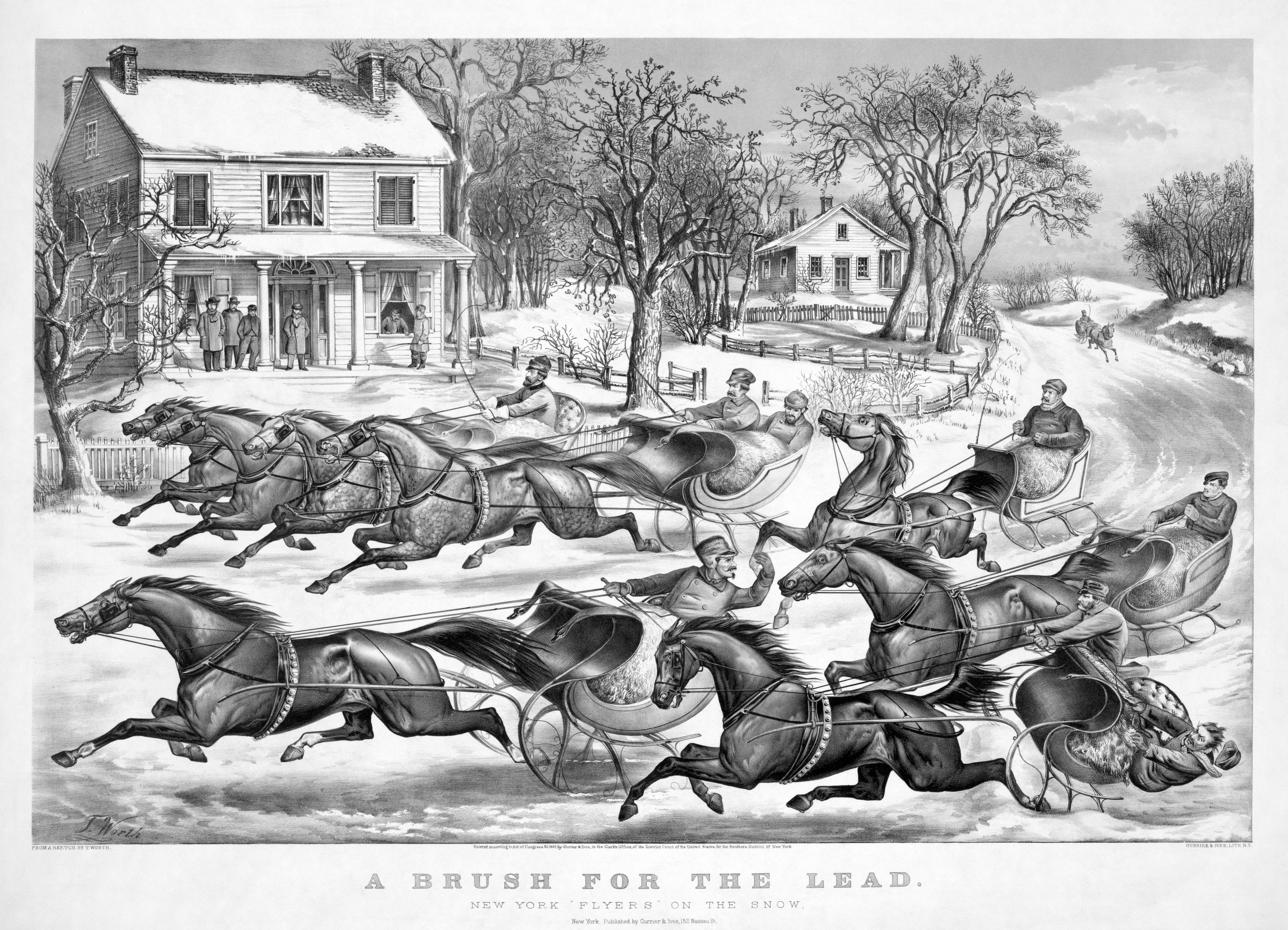
A Brush for the Lead, lithographie par Currier and Ives, 1867.

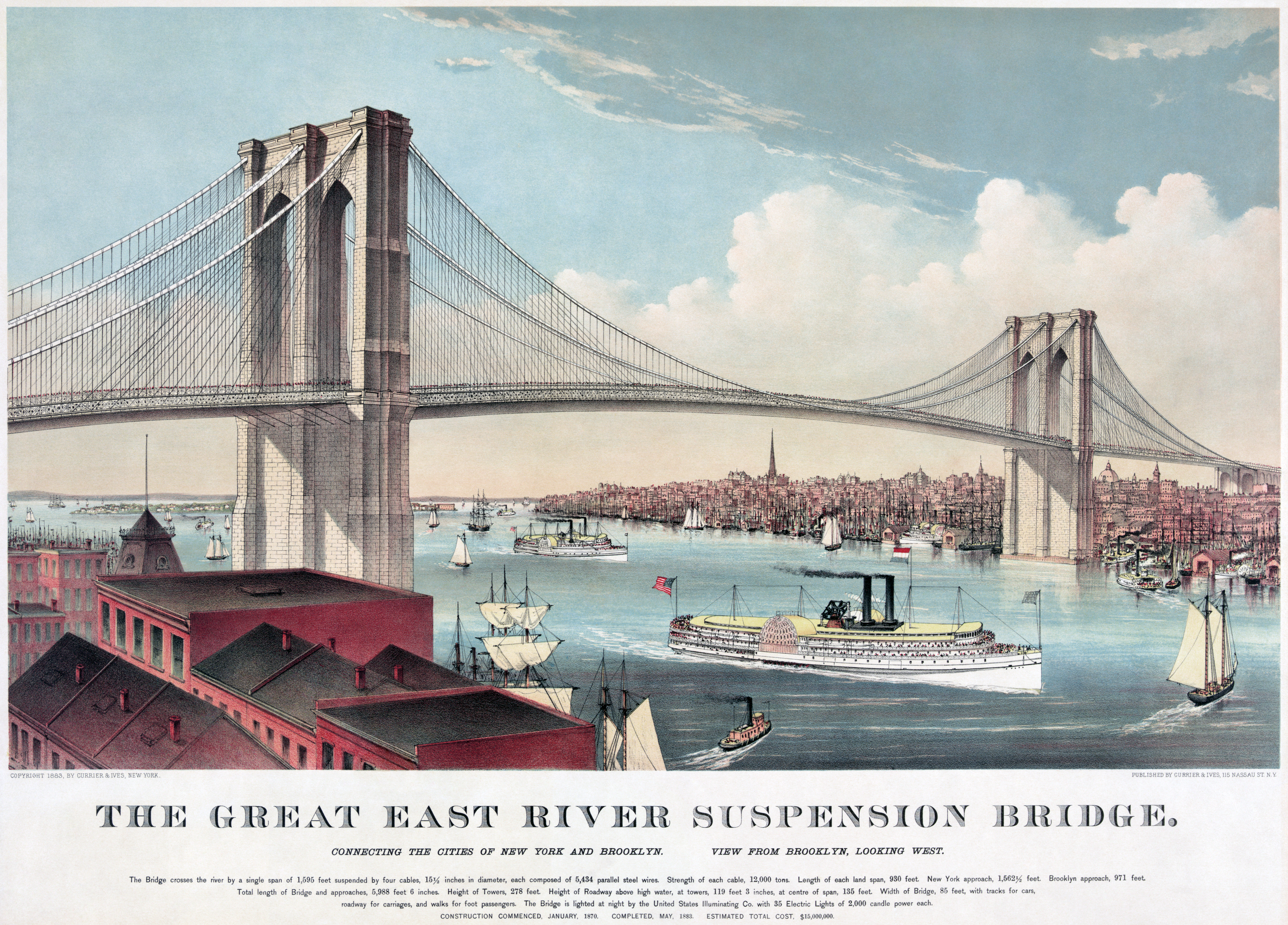
Le pont de Brooklyn à New York par Currier and Ives en 1883.

En 1852, Currier engagea son beau-frère James Ives, comme comptable. Ives fit montre de sa valeur en modernisant la comptabilité de la société, réorganisant l'inventaire et rationalisant le processus d'impression. Currier fit donc, en 1857, d'Ives son associé formant dès lors la fameuse société Currier & Ives.
Currier et Ives décrivaient eux-mêmes leur entreprise comme « Publishers of Cheap and Popular Pictures »,. Leurs images devinrent très populaires entre 1857 et 1907, Currier and Ives produisirent plus d'un million de lithographies peintes ensuite à la main. Un groupe d'artistes produisaient les lithographies alors que les couleurs étaient appliquées à la chaîne, par des immigrantes, pour la plupart allemandes. Chacune d'entre elles n'appliquait qu'une seule couleur sur l'épreuve. Leurs travaux représentaient des images de la vie aux États-Unis, dont de très belles scènes hivernales, des courses de chevaux, des portraits, des navires, des événements sportifs et les terribles batailles de la guerre de Sécession.

## Mort de Currier et de Ives

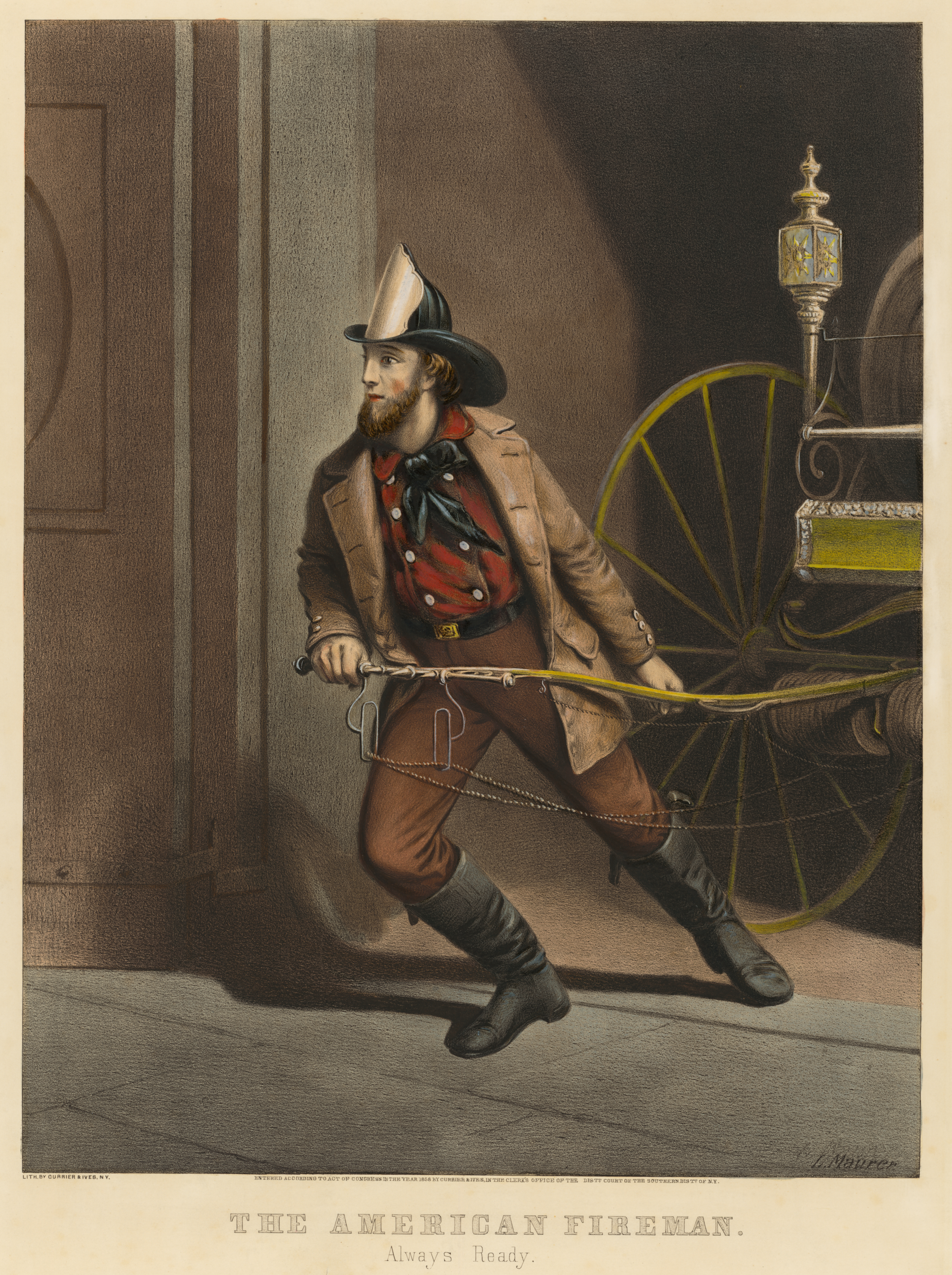
The American Fireman, lithographie par Currier and Ives, 1858.

Currier mourut en 1888. Ives resta dans la société jusqu'à sa mort, en 1895. En raison du développement des techniques d'offset et de photogravure, la demande de lithographie déclina peu à peu et Currier and Ives fermèrent leurs portes en 1907.

## Culture populaire
- Dans la nouvelle de science-fiction Les androïdes rêvent-ils de moutons électriques ? (Do Androids Dream of Electric Sheep?) de Philip K. Dick et le jeu vidéo d'aventure Blade Runner, respectivement inspiratrice et tiré du film Blade Runner, une question du test de Voight-Kampff fait intervenir une situation où la personne testée doit imaginer louer une cabane dans les bois dont les murs auraient été décorés de lithographies de Currier and Ives.